# Ernesto Samper
Ernesto Samper Pizano (Bogotá, 3 de agosto de 1950) es un abogado, economista, académico y político colombiano. Fue presidente de Colombia entre el 7 de agosto de 1994 y el 7 de agosto de 1998. Fundador y líder del movimiento Poder Popular. 
Estudió el bachillerato en el Gimnasio Moderno, se licenció como abogado y economista en la Pontificia Universidad Javeriana y realizó en México una especialización en mercado de capitales en la Compañía Nacional Financiera. Se ha desempeñado como concejal de Bogotá, senador, diputado de Cundinamarca, embajador de Colombia en España, embajador extraordinario en la Asamblea de Naciones Unidas y en España y ministro de Desarrollo. Entre julio de 2014 y el 31 de enero de 2019 fue elegido secretario general de la UNASUR para presidir este organismo internacional.

## Biografía
Samper Pizano nació en Bogotá, Colombia, en el seno de una familia de la aristocracia colombiana. Estudió el bachillerato en el Gimnasio Moderno, se licenció como abogado y economista en la Pontificia Universidad Javeriana y realizó en México una especialización en mercado de capitales en la Compañía Nacional Financiera.
Por otra parte, ha sido profesor de “Realidades Colombianas” en la Universidad Central de Bogotá; de “Desarrollo Económico” de la Universidad Javeriana; de “Mercado de Capitales” de la Universidad de los Andes; y, de “Procesos Globales de Integración” en la Politécnico Grancolombiano de Bogotá. También ha desarrollado docencia en universidades europeas como profesor invitado sobre “América Latina y la Globalización” en las Universidades de Salamanca y Alcalá de Henares en España; y en el Instituto de Altos Estudios de América Latina de la Universidad de la Sorbona en París, Francia. 

### Trayectoria política
Miembro desde joven del Partido Liberal Colombiano. Fue presidente de la Asociación Nacional de Instituciones Financieras (ANIF) desde 1974 hasta 1981. En 1982, el expresidente Alfonso López Michelsen lo llamó para que fuese el gerente de su campaña por la reelección, pero fueron derrotados por el conservador Belisario Betancur. Después de la campaña presidencial, inició su carrera electoral como diputado de Cundinamarca (1982-1984), concejal de Bogotá (1982-1986) y miembro del Senado (1986–1990) en la época en la que se consolidó en el interior del liberalismo su movimiento del Poder Popular. 
Este movimiento tuvo una acogida favorable a nivel nacional que proyectó a Samper a nivel nacional por su juventud y vigorosidad, y consideración como sucesor del Nuevo Liberalismo. Allí militaron miembros que iniciaron su caminar político como Álvaro Uribe Vélez, expresidente de la República, José Name Teran, exsenador cordobés, quien se distanció del movimiento tras avalar a Fuad Char para la Gobernación de Atlántico, Aurelio Iragorri, exsenador del Cauca y líder del Partido de la U, Alfonso López Caballero, diplomático y exsenador colombiano, Alfonso Valdivieso y José Blackburn, líderes del Nuevo Liberalismo, entre otros. 
Samper era una ficha de la Renovación Liberal de esa época, y contó con el apoyo de la mayoría de líderes liberales, inclusive del candidato presidencial asesinado Luis Carlos Galán en ocasión del apoyo al candidato a la alcaldía de Bogotá Carlos Ossa Escobar, en las elecciones de 1988, según varias entrevistas desde que realizó su alianza política con Galán, estuvo en la mira de amenazas de grupos armados. 
Siendo precandidato presidencial por su partido, el 3 de marzo de 1989, se aprestaba a abordar un vuelo en el Terminal Puente Aéreo de Bogotá y, mientras dialogaba con el dirigente de la Unión Patriótica, José Antequera, resultó herido gravemente durante el atentado en el que Antequera fue asesinado por un joven sicario paramilitar. Samper permaneció en estado crítico durante varias semanas pero logró recuperarse.
En la consulta popular del liberalismo para escoger candidato a la Presidencia de la República en 1990 quedó en tercer lugar, detrás del ganador César Gaviria Trujillo y del exministro Hernando Durán Dussán. Ese mismo año fue nombrado ministro de Desarrollo por el presidente Gaviria. Entre 1991 y 1993 se desempeñó como embajador de Colombia en España.

### Presidencia (1994-1998)

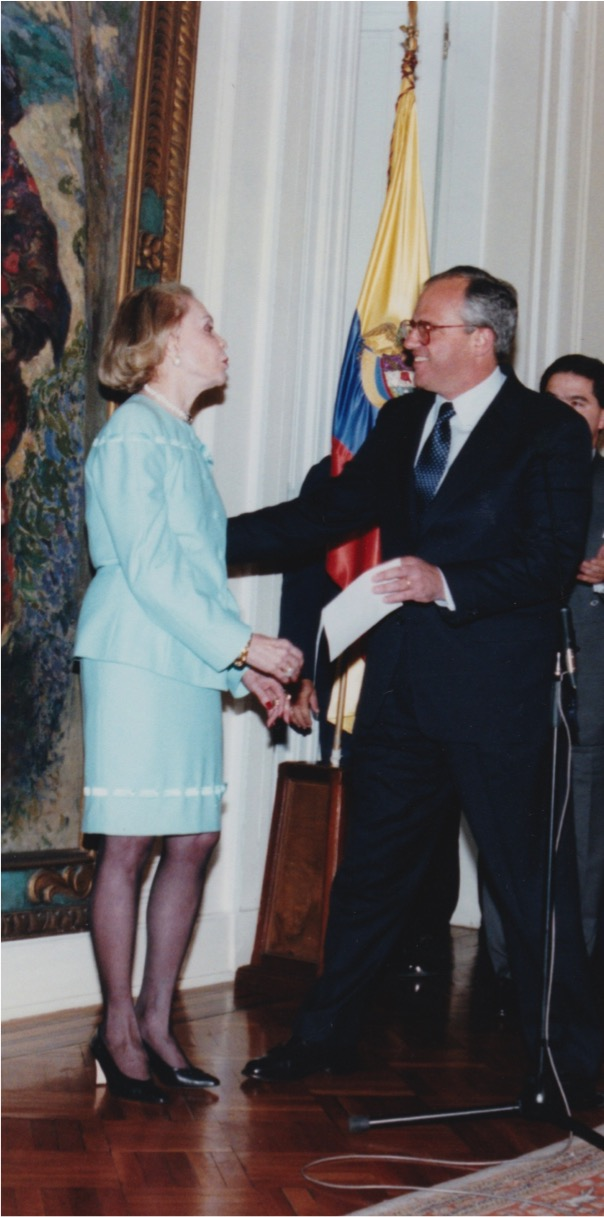
Samper con Olga Duque de Ospina.

El gobierno de Ernesto Samper en Colombia, inició el 7 de agosto de 1994 y finalizó el 7 de agosto de 1998, su predecesor fue el gobierno de César Gaviria y su sucesor fue el gobierno de Andrés Pastrana.
Su gobierno estaba orientado en la atención de las necesidades de la población como el acceso a la salud, la cobertura de los servicios públicos y la educación, bajo un esquema social moderado. Se empeñó en una nueva propuesta de paz que incluía la aplicación del Derecho Internacional Humanitario y el cumplimiento de los Derechos Humanos en Colombia.
Durante su gobierno, Samper tuvo que enfrentar el recrudecimiento del conflicto armado interno en su país, la consolidación de los paramilitares, la guerra contra la insurgencia (que tenía bajo su control varias zonas rurales del país), el crecimiento del narcotráfico, y la extradición de los miembros del Cartel de Cali.
Sin embargo, logró entregar una gran cantidad de obras como el Viaducto César Gaviria Trujillo, la Ciudadela Universitaria en Barranquilla y la carretera entre Cisneros y Puerto Berrio (Antioquia); dejar financiada la ampliación de la vía Bogotá - Sogamoso, la construcción de los túneles de la Vía al Llano, la Autopista del Café entre otros.

### Postpresidencia
Concluyó su periodo en 1998 y desde entonces ha publicado estudios sobre la globalización y gobernabilidad en América Latina como la recopilación "Nosotros los del Sur" y el libro "El Salto Global". Entre 2002 y 2012 fue académico y coordinador del Foro de Biarritz, escenario de estudio y encuentro entre Europa y América. Actualmente ejerce como Presidente de la Corporación Escenarios y la Corporación Vivamos Humanos.

#### Secretario de Unasur
Por 20 años, Samper estuvo oculto de la palestra pública. Es de los pocos expresidentes que no hace declaraciones sobre los gobiernos de turno, a diferencia de César Gaviria, su rival Andrés Pastrana; y Álvaro Uribe y Juan Manuel Santos, que aun ejercen influencia en la política nacional.
En el 2014, fue elegido  como secretario general de la Unasur, cargo en el que estuvo por un período, y luego reelegido hasta el 2017. Sin embargo, su país se retiró de la Unasur, dos años después.

#### Comisión de la Verdad
En 2019, fue citado por la JEP para que declarara su participación en el asesinato del líder conservador Álvaro Gómez Hurtado, en el marco del proceso 8000, a lo que declaró que no había tenido participación en el hecho, siendo el primer expresidente de la república en acudir al tribunal de justicia especial para la paz.

#### Gobierno de Gustavo Petro

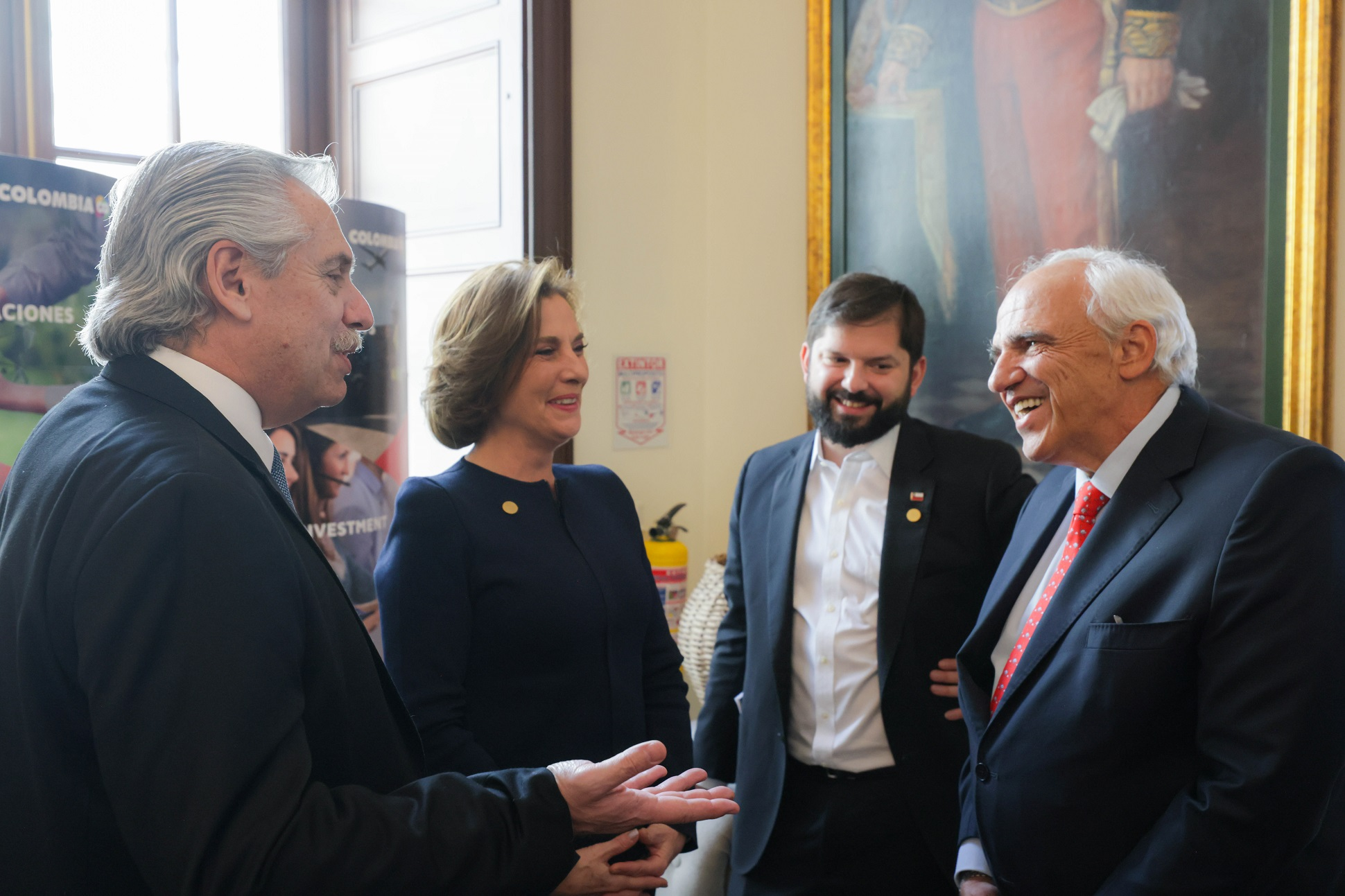
Samper y otros líderes de izquierda de Latinoamérica, en la posesión de Petro, 7 de agosto de 2022.

Samper se adhirió a la campaña presidencial del dirigente de izquierda Gustavo Petro a principios de abril de 2022, llegando incluso a invitar al presidente del liberalismo, su antecesor César Gaviria, a volcar sus esfuerzos como directivo del partido a apoyar de lleno la campaña de Petro. Elegido Petro en junio de ese año, Samper celebró públicamente su elección. Incluso fue invitado a la ceremonia de posesión de Petro, el 7 de agosto de 2022.
Una de sus exministras, Cecilia López, fue nombrada por Petro en el nuevo gabinete como ministra de agricultura. También se convirtió en uno de los consejeros y defensores del gobierno Petro, apoyado sus iniciativas varios medios de comunicación nacional, como la paz total y el metro subterráneo de Bogotá.

## Vida privada

### Ascendencia
Samper Pizano es miembro de la aristocracia colombiana. Su familia inmediata, de origen español, ha tenido fuerte influencia en aspectos políticos, económicos, sociales y culturales a lo largo de casi trescientos años en Colombia y Latinoamérica. Sus parientes han sido destacados personajes de la vida nacional, y su árbol genealógico es complejo por estar emparentado con varias personas de la historia colombiana.

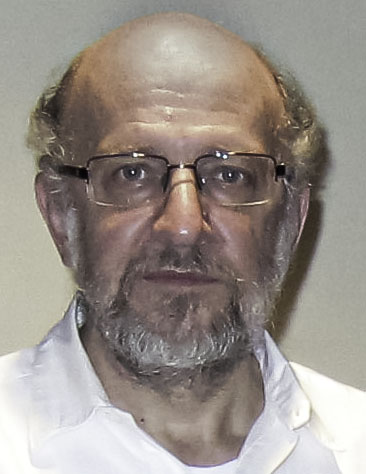
Su único hermano vivo, el periodista Daniel Samper Pizano.

Ernesto es hijo del periodista colombiano Andrés Samper Gnecco y de su esposa Helena Pizano Pardo, siendos sus hermanos Daniel, María Fernanda, Juan Francisco y José Gabriel (estos dos últimos ya fallecidos) Samper Pizano. 
Su hermano mayor Daniel es periodista, escritor y columnista, y está casado con Cecilia Ospina Cuéllar, sobrina trastataranieta del expresidente Mariano Ospina Rodríguez. Los Samper Ospina son  padres de Juanita, María Angélica y Daniel Samper Ospina, este último periodista y humorista.

#### Familia Samper

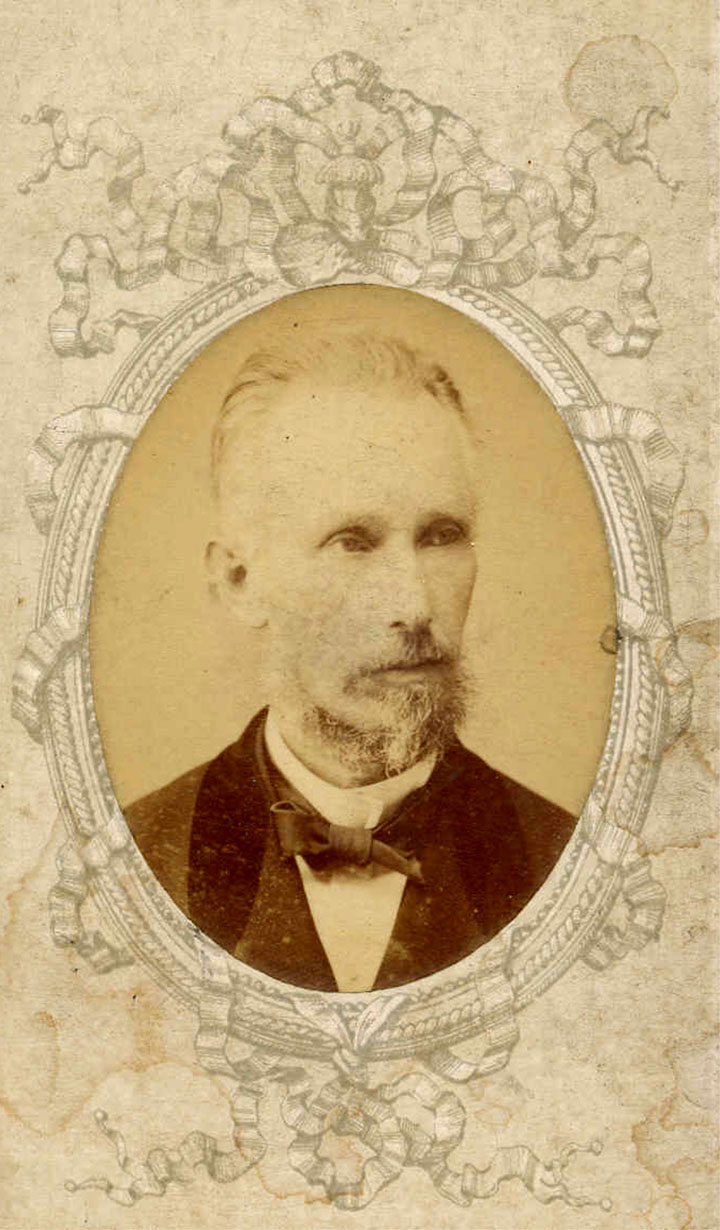
Miguel Samper Agudelo, su trastatarabuelo paterno.

Su padre era hijo del humanista y escritor Daniel Samper Ortega, fundador del Gimnasio Moderno, colegio del cual es egresado Samper y otros personajes de la alta sociedad colombiana, quien a su vez era hijo del empresario Tomás Samper Brush, hermano del también empresario Joaquín Samper Brush, quienes con sus otros hermanos fundaron la empresa de energía Grupo Energía Bogotá.
Los hermanos Samper Brush eran hijos del político y empresario Miguel Samper Agudelo, quien fue candidato presidencial por el Partido Liberal sin éxito en 1898. Miguel Samper, tatatarabuelo de Ernesto Samper, era hermano del escritor José María Samper, casado con la poetisa Soledad Acosta, quien era hija del ilustrado Joaquín Acosta y Pérez; y de la también poetisa Agripina Samper Agudelo, quien estaba casada con el científico y exrector de la Universidad Nacional de Colombia, Manuel Ancízar Basterra.

Uno de sus parientes lejanos era el piloto Ernesto Samper Mendoza, quien comandaba el avión en el que viajaba el cantante argentino Carlos Gardel cuando ocurrió el accidente de Medellín, en el que falleció el músico, en 1935.

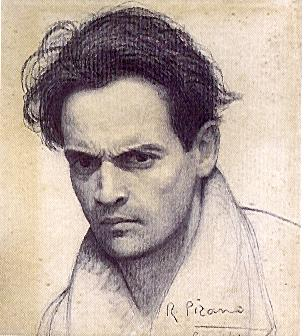
El artista Roberto Pizano, su bisabuelo materno.

#### Familia Pizano
La madre de Samper era sobrina nieta del artista Roberto Pizano Restrepo, siendo prima segunda del político y arquitecto Francisco Pizano de Brigard, hijo del artista, quien también era cuñado de la socióloga María Cristina Salazar Camacho, casada con el sociólogo Orlando Fals Borda, y nieta del expresidente Salvador Camacho Roldán, fundador de la Universidad Libre y pionero de la sociología en Colombia.
Un sobrino del artista Roberto Pizano era el arquitecto Jorge Enrique Pizano Callejas, primo a su vez del excongresista Eduardo Pizano de Narváez. 

#### Otras familias
Ernesto Samper es pariente, por parte de su madre, del economista Rafael Pardo Rueda, y del militar Rafael Navas Pardo;  descendientes todos del prócer de la independencia de Colombia Juan Manuel Pardo y Pardo, de quien era nieto el político Antonio Mallarino Pardo, bisnieto a su turno del expresidente Manuel María Mallarino.
Su bisabuela paterna, María Gnecco Fallón, era nieta del escritor y polímata Diego Fallón Carrión; Fallón era suegro a su vez del explorador italiano Agustín Codazzi. El italiano era abuelo del científico Ricardo Lleras Codazzi, quien también era nieto del educador Lorenzo María Lleras (patriarca de la familia Lleras). Por otra parte, su tatarabuela Felisa Pombo Rebolledo era hermana del poeta Rafael Pombo; quienes eran nietos de Beatriz O'Donnell Anetham, hermana del Conde de La Bisbal, Enrique O'Donnell, y la tía del I duque de Tetuán, I conde de Lucena y I vizconde de Aliaga, Leopoldo O'Donnell, todos descendientes de la dinastía O'Donnell. Samper también es sobrino de José Alejandro Cortés, dueño y presidente de la junta directiva del Grupo Bolívar.

### Matrimonios y descendencia

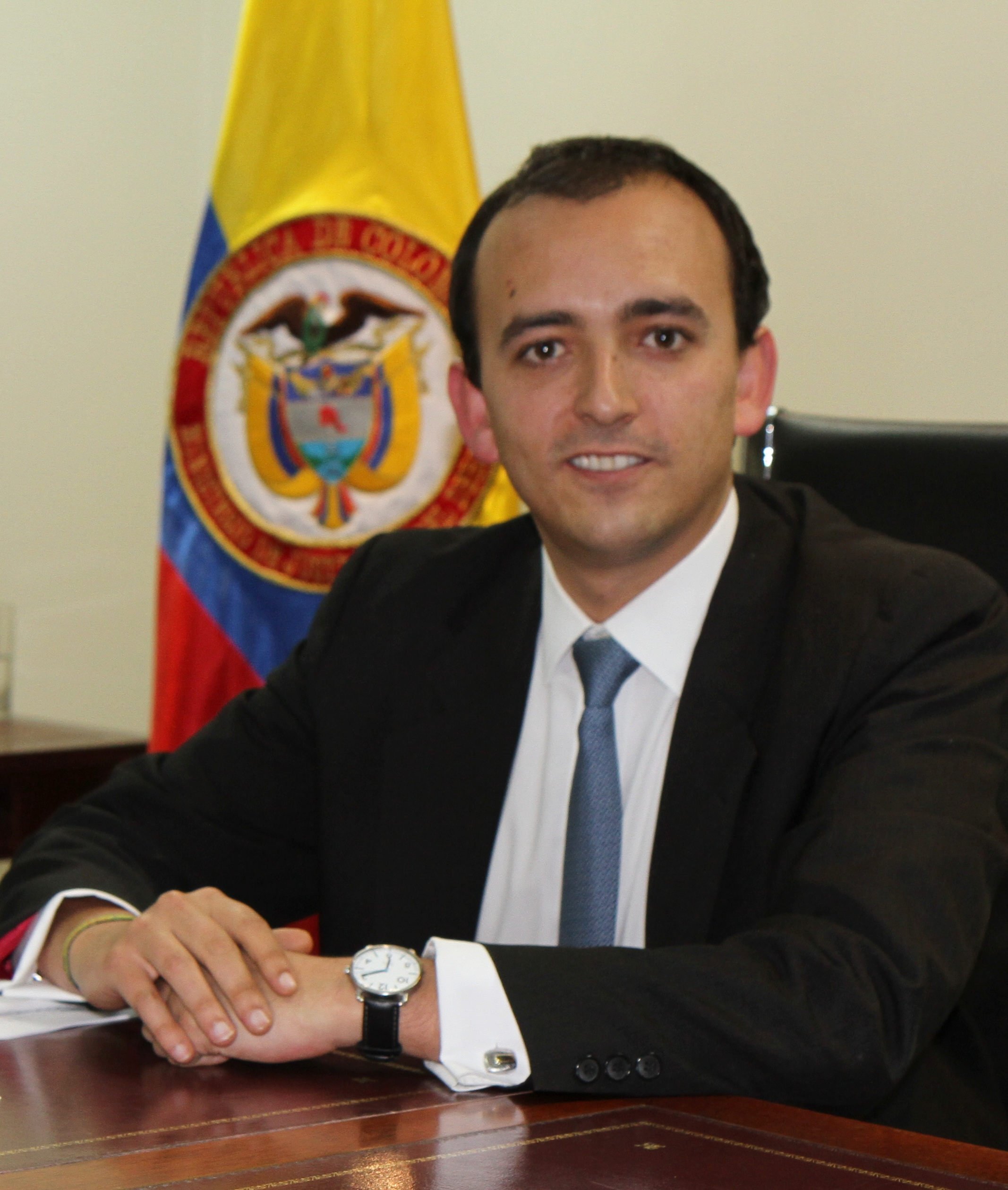
Su segundo hijo, Miguel Samper en 2014.

Ernesto Samper conoció a Silvia Arbeláez a mediados de los años 60, y se casó con ella en 1972, teniendo a su primer hijo, Andrés Samper Arbeláez en 1973,  y se divorció en 1975. Andrés, también llamado Tito, es músico, musicólogo y catedrático de la Universidad Javeriana.
Posteriormente, contrajo matrimonio el 16 de junio de 1979 con Jacquin Strouss Lucena, hija del aviador germano-estadounidense Herbert Strouss, veterano de la Segunda Guerra Mundial y fallecido en Laos, en los comienzos de la guerra de Vietnam; y de la colombiana María Inés Lucena. Con Jacquin, Ernesto tuvo a sus hijos Miguel y Felipe Samper Strouss.
Miguel, es político y abogado, viceministro de justicia durante el gobierno de Juan Manuel Santos, y está casado desde 2017 con Camila Villegas Ricaurte, con quien tiene a su hija Miranda Samper Villegas. Por su parte Felipe está dedicado al sector empresarial, donde lidera el GroupCOS, una holding que aglutina empresas del sector servicios. Este último está casado con Manuela Sánchez Villamarín.

## Obras
- Apertura & modernización. (1998)
- Por los derechos de la gente. (Centro de Información Colombia CIC, 1998)
- La cultura, tarea colectiva (Presidencia de la República, 1995)
- Escritos. (Presidencia de la República de Colombia, 1998)
- Colombia en Alemania. (Colombia Política Internacional, 1996)
- Hacia la segunda fase de la apertura. (Imprenta Nacional de Colombia, 1994)
- 100 días del salto social (Imprenta Nacional de Colombia, 1994)
- Una nueva política por la vida (Presidencia de la República, 1994)
- Hacia un modelo alternativo de desarrollo (Presidencia de la República de Colombia, 1990)
- The time of the people (Imprenta Nacional de Colombia, 1994)
- El tiempo de la gente (Imprenta Nacional de Colombia, 1994
- Colombia sale adelante! (E.C.M. Impresores, 1989)
- Aquí estoy y aquí me quedo (El Ancora, 2000)
- Para quién fue la bonanza cafetera (Ediciones Tercer Mundo, 1978)
- Ensayos sobre el desarrollo (ANIF, 1977)
- Escritos (Presidencia de la República de Colombia, 1998)
- Encuentre al Elefante (Santiago Medina, Gerente de la Campaña Presidencial de Samper)